# Ејдан Тернер
Eјдан Тернер (енгл. Aidan Turner; Даблин, 19. јун 1983) је ирски глумац. Глумио је у неколико ирских и британских серија, да би му потом Питер Џексон понудио улогу Килија у филмској трилогији Хобит.

## Филмографија
| Улоге Ејдана Тернера |                                 |                                           |             |          |
| Година               | Српски назив                    | Изворни назив                             | Улога       | Напомена |
| 2012.                | Хобит: Неочекивано путовање     | The Hobbit: An Unexpected Journey         | Кили        |          |
| 2013.                | Инструменти смрти: Град костију | The Mortal Instruments: City of Bones     | Лук Гаровеј |          |
| 2013.                | Хобит: Шмаугова пустошења       | The Hobbit: The Desolation of Smaug       | Кили        |          |
| 2014.                | Хобит: Битка пет армија         | The Hobbit: The Battle of the Five Armies | Кили        |          |